# Хут, Роберт
Ро́берт Хут (нем. Robert Huth; 18 августа 1984, Восточный Берлин) — немецкий футболист, защитник. Трёхкратный чемпион английской Премьер-лиги.

## Клубная карьера
Хут дебютировал за первую команду «Челси» в сезоне 2001/02 английской Премьер-лиги, выйдя на замену в матче, проигранном «Астон Вилле» со счётом 3:1. С 2001 по 2005 года Роберт был игроком первого резерва, иногда заменяя Джона Терри, Марселя Десайи и Вильяма Галласа.
К началу сезона 2005/06 сезона, шансы Хута стать игроком основного состава были невелики, так как на его позицию претендовало ещё три других игрока мирового класса: Терри, Галлас и Рикарду Карвалью, пришедший на смену завершившему спортивную карьеру Десайи. Трёх этих игроков Жозе Моуринью, занявший пост главного тренера после Клаудио Раньери летом 2004 года, выпускал на поле гораздо чаще, чем немца. Несмотря на это, португальский наставник не дал состояться летом 2005 года переходу Хута в состав чемпиона Германии — мюнхенской «Баварии».
13 июля 2006 года ранее обговоренный переход Хута в клуб Премьер-лиги «Мидлсбро» сорвался на стадии медицинской комиссии. Клуб продолжал следить за немцем, и 31 августа того года руководство «Мидлсбро» заявило о подписании контракта с игроком сроком на 5 лет за 6 млн фунтов стерлингов.
25 июня 2015 года «Лестер Сити» выкупил права на футболиста у «Сток Сити» за 4,2 миллиона евро. Контракт подписан на 3 года. 13 января 2016 года Хут забил свой первый (и впоследствии победный) гол за «Лестер Сити», удачно сыграв головой после подачи углового удара. Случилось это в матче АПЛ, где «лисы» играли против «Тоттенхэм Хотспур». 6 февраля 2016 года Роберт забил дубль в матче против «Манчестер Сити». Первый гол забил на 3 минуте матче после передачи Мареза, а второй гол забил головой с передачи углового. Матч завершился со счетом 3:1 в пользу «Лестера».

## Карьера в сборной
Первым крупным турниром на уровне сборных команд для Хута стал молодёжный чемпионат мира 2003. Он дебютировал за первую сборную в день своего двадцатилетия, выйдя на замену на 86-й минуте вместо Андреаса Хинкеля. Это произошло в Вене, когда сборная Германии в товарищеском матче переиграла Австрию — 3:1. На домашнем кубке конфедераций в 2005 году Роберт вместе с Пером Мертезакером составлял уже основную пару защитников. Свой первый гол за сборную Хут забил на этом турнире, 29 июня 2005 года, в матче за третье место, который был выигран у сборной Мексики со счётом 3:4 в дополнительное время. Второй свой гол за Германию Хут забил в кошмарном для немцев матче, когда они уступили незадолго до грядущего домашнего мирового первенства, 1 марта 2006 года, во Флоренции итальянцам — 1:4.

## Достижения

### Командные
«Челси»
- Чемпион Англии (2): 2004/05, 2005/06

«Лестер Сити»
- Чемпион Англии: 2015/16

### Личные
- Игрок сезона в «Сток Сити»: 2011
- Лучший молодой игрок «Челси» (3): 2003, 2004, 2005